# Lake Murray of Richland
Lake Murray of Richland – jednostka osadnicza w Stanach Zjednoczonych, w stanie Karolina Południowa, w hrabstwie Richland.